# Grand collier argenté
Boloria euphrosyne
Espèce
Le Grand collier argenté (Boloria euphrosyne) est une espèce de lépidoptères (papillons) de la famille des Nymphalidae et de la sous-famille des Heliconiinae.

## Description
C'est un papillon au dessus orange orné de dessins de couleur marron formant une ligne de triangles, une ligne de points et divers dessins, avec une suffusion basale marron aux postérieures. 
Le revers est plus clair, jaune avec la même ornementation aux antérieures avec à l'apex de petites taches nacrées, alors que les postérieures montrent des dessins formés par des taches blanc nacré.

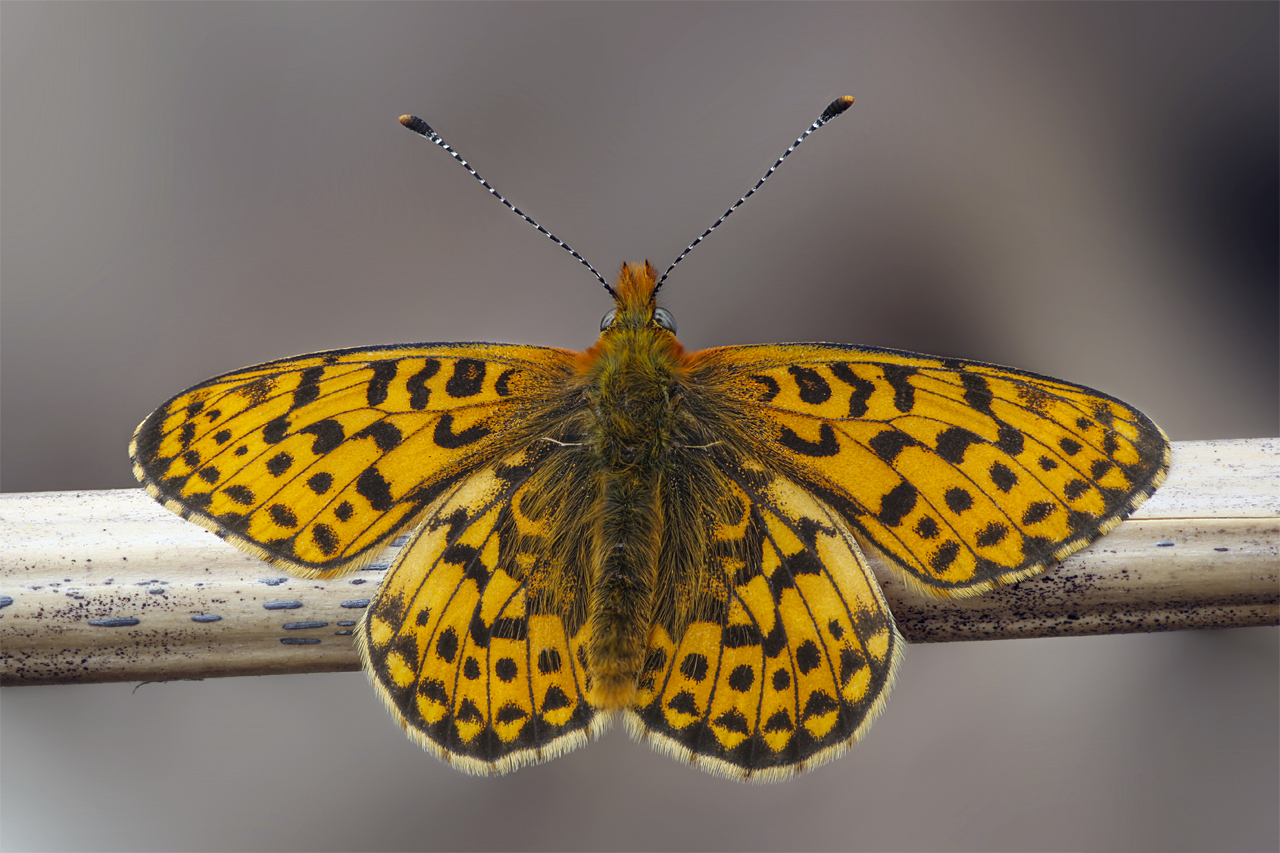
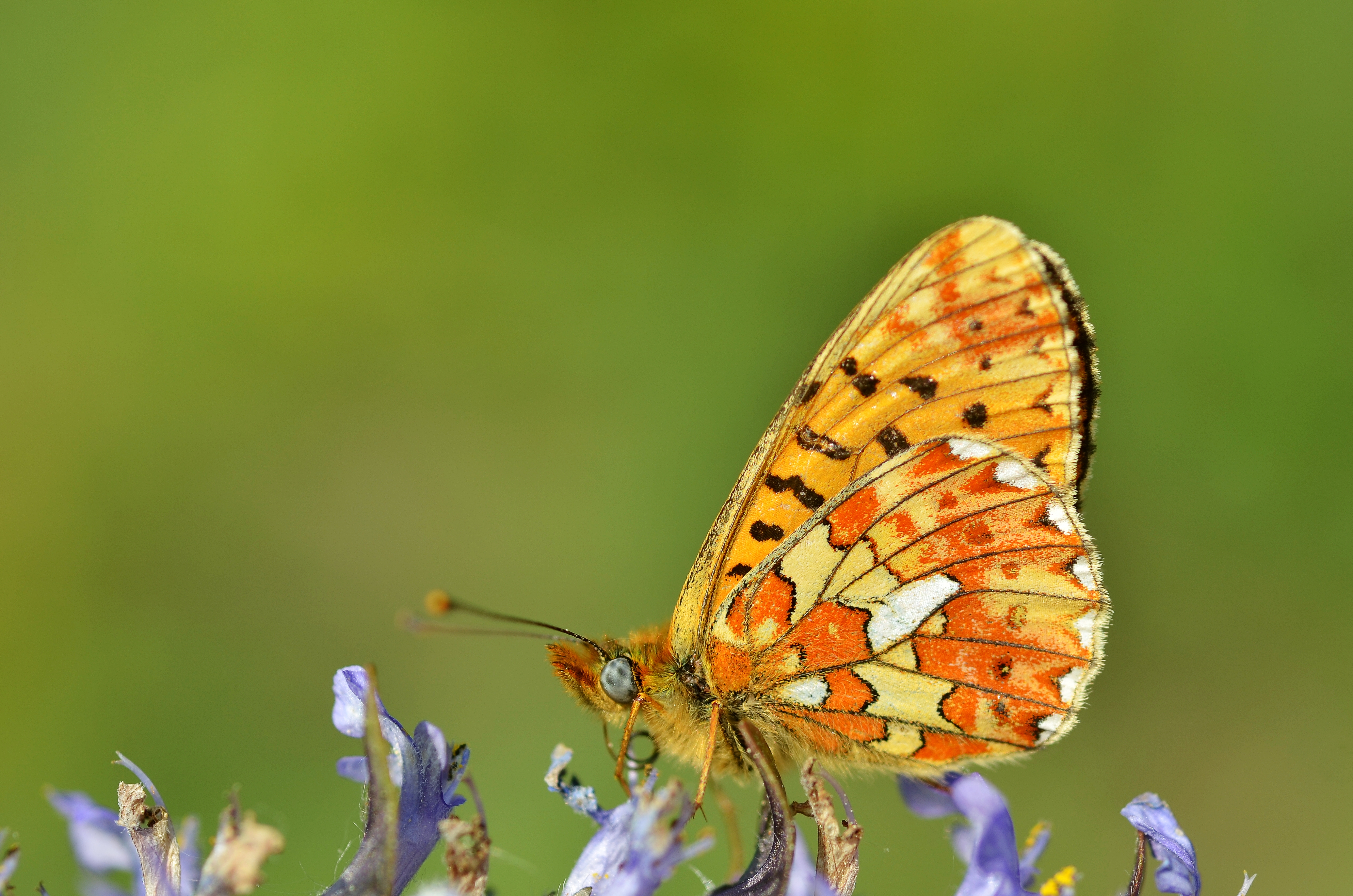
Le revers

### Chenille
Elle est noire ornée d'épines.

## Biologie

### Période de vol et hivernation
Il vole en une génération entre mai et juillet dans le nord de l'Europe, deux générations dans le sud, en avril mai puis en juillet septembre.
Il hiverne à l'état de chenille.

### Plantes hôtes
Ses plantes hôtes sont des Viola, Viola canina, Viola hirta, Viola odorata, Viola palustris, Viola reichenbachiana, Viola riviniana, Viola tricolor,  et Vaccinium uliginosum,.

## Écologie et distribution
Le Grand collier argenté est présent dans une grande zone eurasiatique de l’Europe occidentale jusqu’à la région du fleuve Amour. Il est présent dans toute l'Europe sauf la majorité de l'Irlande, le Portugal et en Espagne il ne réside que dans le nord, en Italie il est absent de la côte adriatique.
Il est présent dans tout le nord de l'Asie de la Sibérie au Kamchatka et à l'Altaï. 
En France métropolitaine il est présent dans tous les départements sauf les Landes, le Finistère et la Corse.

### Biotope
C'est un papillon des clairières. 

## Noms vernaculaires
- en français : le Grand collier argenté, le Nacré sagitté
- en anglais : Pearl-bordered fritillary
- en allemand : Silberfleck-Perlmutterfalter
- en espagnol : Perlada rojiza[3]

## Systématique
L'espèce Boloria euphrosyne a été décrite par le naturaliste suédois Carl von Linné en 1758, sous le nom initial de Papilio euphrosyne.
Deux noms scientifiques sont en concurrence pour désigner l'espèce : Boloria euphrosyne pour les auteurs (actuellement majoritaires) qui privilégient une définition élargie du genre Boloria, et Clossiana euphrosyne pour ceux qui traitent Clossiana comme un genre distinct de Boloria.
Dans le premier cas, on peut écrire « Boloria (Clossiana) euphrosyne » pour signaler l'appartenance de l'espèce au sous-genre Clossiana.

### Synonymes
- Papilio euphrosyne Linnaeus, 1758 — protonyme
- Clossiana euphrosyne (Linnaeus, 1758)
- Papilio fingal Herbst, 1800[5]

### Sous-espèces
De nombreuses sous-espèces ont été décrites :
- Boloria (Clossiana) euphrosyne euphrosyne — centre de l'Europe et Sibérie
- Boloria (Clossiana) euphrosyne dagestanica (Sovinsky, 1905)
- Boloria (Clossiana) euphrosyne fingal (Herbst, 1804) — Nord de l'Europe et Sibérie
- Boloria (Clossiana) euphrosyne kamtschadalus (Seitz, [1909])
- Boloria (Clossiana) euphrosyne nephele (Herrich-Schäffer, [1847])
- Boloria (Clossiana) euphrosyne orphana (Fruhstorfer, 1907)
- Boloria (Clossiana) euphrosyne rusalka (Fruhstorfer, 1909) — Sud de l'Europe et Ouest de la Sibérie
- Boloria (Clossiana) euphrosyne umbra (Seitz, [1909])

## Le Grand collier argenté et l'Homme

### Protection
Pas de statut de protection particulier.